# Museo Loringiano
Museo Loringiano fue el nombre con el que arqueólogo Manuel Rodríguez de Berlanga denominó al lugar, dentro de la finca de La Concepción (Málaga), que albergaba la colección de piezas arqueológicas reunida, en la segunda mitad del siglo XIX, por los marqueses de Casa Loring. Esta Colección Loringiana, tras muchas vicisitudes, acabó siendo el germen del Museo Arqueológico Provincial de Málaga, hoy Museo de Málaga, donde se encuentra la mayoría de la colección.

## Historia

### Origen del Museo Loringiano
La Colección Loringiana fue reunida en Málaga, a lo largo de la segunda mitad del siglo XIX, por los marqueses de Casa-Loring. El punto de partida de su coleccionismo hay que buscarlo en el hallazgo casual, en los tejares de El Ejido, a las afueras de la ciudad de Málaga, de dos planchas de cobre de finales del siglo I d. C. que contenían parte del articulado del Código Legislativo de dos municipios romanos. Se trata de la Lex Flavia Malacitana y la Lex Flavia Salpensana. Las tablas fueron adquiridas por los marqueses, conscientes de la importancia del descubrimiento y de la resonancia que en los círculos arqueológicos mundiales de la época iban a tener dichos bronces, y estudiadas por el experto Rodríguez de Berlanga. 
A raíz de esta circunstancia, los marqueses deciden iniciar una labor de búsqueda con el objetivo de reunir todas aquellas piezas arqueológicas de interés que en lo sucesivo se hallasen en Málaga y sus alrededores. Pronto estas adquisiciones amplían el radio geográfico, extendiéndose por otras zonas andaluzas (Sevilla, Cádiz, Córdoba y Granada), destacando la adquisición, mediante compra, de la colección cordobesa del anticuario Pedro Leonardo de Villacevallos. Este acopio de objetos arqueológicos hizo que los marqueses decidieran construir, en su finca privada de La Concepción, en 1859, un pequeño templo tetrástilo de orden dórico, donde albergar su colección y exponerla.

### Dispersión de la Colección Loringiana
Preocupados por el futuro de su colección tras su muerte, los Loring decidieron vender los bronces jurídicos, incluida la Lex Flavia Malacitana, al Museo Arqueológico Nacional de Madrid, por 100 000 pesetas, en 1897. Pocos años después, la muerte de los marqueses a principios del siglo XX interrumpió la adquisición de piezas arqueológicas. En 1911, los herederos de Jorge Loring y Amalia Heredia perdieron la propiedad de la finca La Concepción a manos del matrimonio de empresarios vascos Echevarría-Echevarrieta, experimentando el mismo destino la colección arqueológica loringiana. Los Echevarría cuidaron y conservaron aceptablemente la colección, pero sus herederos fueron menos conscientes. 
Cerrado el Museo Loringiano, durante muchos años pasó desapercibido para la mayoría de los investigadores nacionales y extranjeros que visitaban la ciudad. Durante la Guerra Civil muchos objetos se perdieron o se dispersaron sin que hoy pueda darse noticia de su paradero. Otros, por el contrario, al pasar la finca de los Loring a nuevos propietarios, se trasladaron a otras ciudades, caso del mosaico de Los Trabajos de Hércules de Cártama o la Urania de Churriana, que fueron llevados al cementerio de La Galea en Algorta (Vizcaya). La Urania fue subastada en 2004 y adquirida (por 500.000 euros) para el Museo Arqueológico Nacional.

## La Colección Loringiana en la actualidad
El Museo Arqueológico Provincial de Málaga, creado por Decreto de 1947, integró en su colección fundacional los fondos restantes del antiguo Museo Loringiano, quedando éstos expuestos en su sede, que por entonces era la Alcazaba de Málaga. El traslado del Museo Arqueológico (ya Museo de Málaga) a un edificio distinto de la Alcazaba (1996) no supuso, sin embargo, la salida de todos los elementos de la colección Loringiana que allí se encontraban, permaneciendo de esta manera algunos en la fortaleza-palacio.
Actualmente, casi todos los elementos de la colección que se encontraban en la Alcazaba y en el Jardín Botánico de Málaga fueron restaurados y están expuestos en el Museo de Málaga.